# کیزیلای (آنکارا)
کیزیلای (به لاتین: Kızılay) یک منطقهٔ مسکونی در ترکیه است که در آنکارا واقع شده‌است. کیزیلای ۱٬۶۷۵ نفر جمعیت دارد.